# Houk (isla)
Houk o Pulusuk (en inglés: Houk Island) es una isla de las islas Pattiw. Administrativamente se ubica en el municipio de Houk, distrito de Oksoritod, estado de Chuuk, en los Estados Federados de Micronesia.
Houk está relativamente aislado en el suroeste del estado, a unos 245 km al suroeste del atolón Chuuk; la masa continental más cercana es Puluwat, 73 km al norte de Houk. La isla está ubicada en la franja de coral en el extremo sureste del Arrecife de Manila, un gran complejo de atolones hundido de unos 330 km². La propia Houk mide 3 km de largo, hasta 1,2 km de ancho y tiene una superficie de unos 2,8 km². La isla tiene una espesa vegetación y una pequeña laguna de agua salobre en el norte.
Tiene una población de 451 en 2000. Los residentes hablan puluwatesiano, una lengua micronesia relacionada con el chuukesiano.